# Округ Колин
Округ Колин (чеш. Okres Kolín) је округ у Средњочешком крају, у Чешкој Републици. Административно средиште округа је град Колин.

## Становништво
Према подацима о броју становника из 2012. године округ је имао 96.703 становника.